# Жозе Марія Феррейра де Кастро
Жозе́ Марі́я Ферре́йра де Ка́стро (також ді Ка́штру; *24 травня 1898, Олівейра-де-Аземейш, Португалія — †19 червня 1974, Порту) — португальський письменник, редактор і журналіст. Президент Асоціації  журналістів Португалии (з 1926); Президент Спілки письменників Португалії (з 1962).

## З життя і творчості
Народився у бідній сім'ї. Його батько помер рано.
У 12-річному віці у пошуках засобів до існування емігрував до Бразилії. Бродяжничав, зазнав всіх тягощів роботи з добування каучуку протягом 4-х років, добре вивчивши умови праці й соціальні відносини на бразильських плантаціях, що згодом знайшло відображення у його романі «Сельва» (A selva, 1930), що розповідає про життя збирачів каучуку в амазонських джунглях і показує боротьбу простого робітника з тропічною природою Бразилії. 

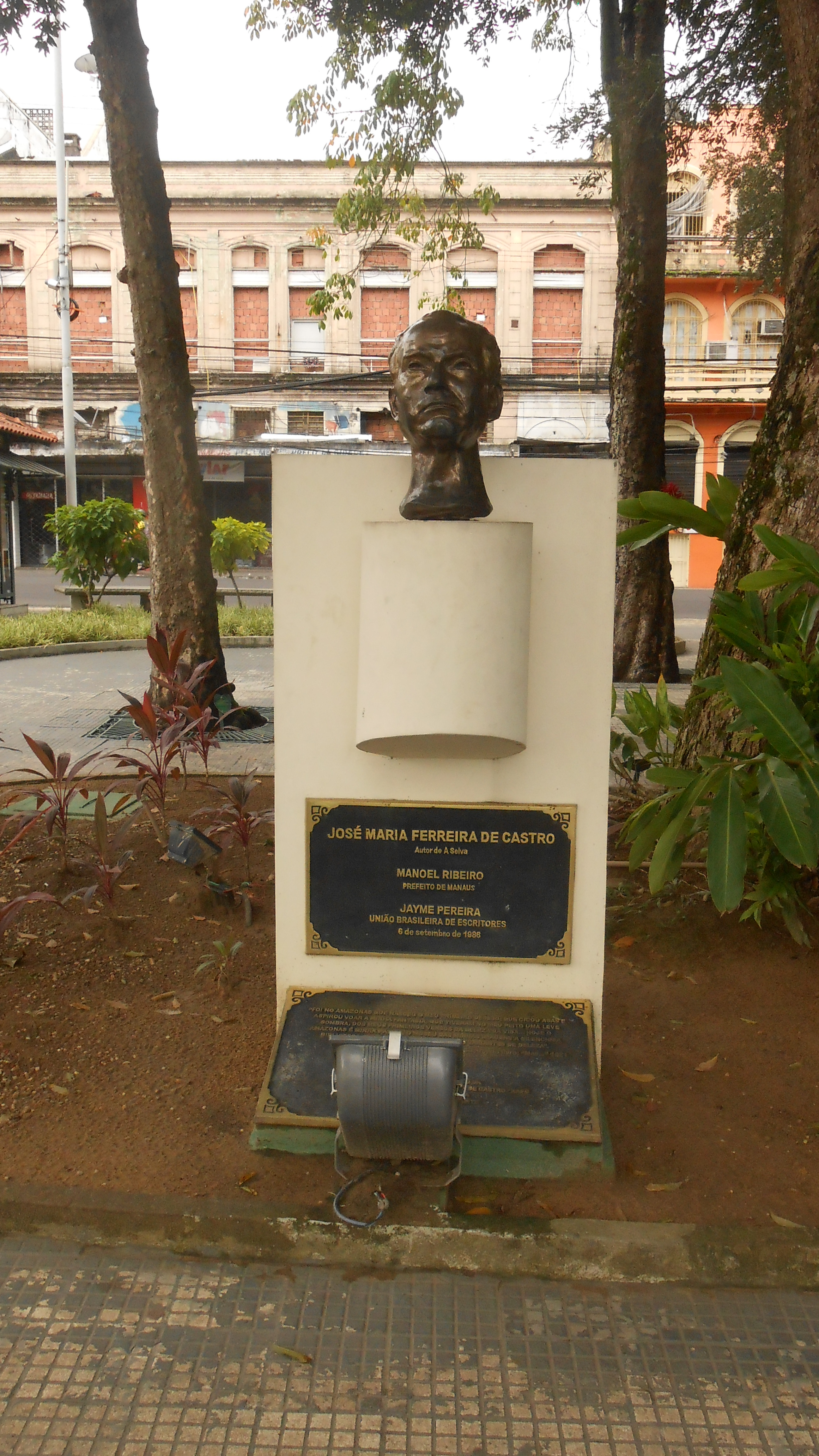
Погруддя Феррейри де Кастро в Манаусі (Бразилія)

Після Першої світової війни у 1919 році повернувся до Португалії. Навчався у Лісабоні. Там зайнявся журналістською роботою, а потім літературною діяльністю. Став першим редактором щоденної газети O Século, а відтак щоденної газети O Diabo. 
Був відомим опозиціонером режиму А. Салазара. 
У 1926 році він став Президентом Асоціації журналістів Португалії. 
Написаний у 1928 році роман «Емігранти» (Emigrantes) поставив Феррейру де Кастро на передовий край португальських молодих письменників. Роман присвячено викриттю рабських умов праці на кавових плантаціях Бразилії. Жорстокий реалізм у показі існування людини поєднується з захоплюючим описом тропічного пейзажу.
Повоєнний роман «Поворот дороги» (A Curva na Estrada, 1950) розказує про визвольну війну іспанців у період 1936—1939 років.
У 1962 році обраний Президентом Спілки письменників Португалії.
Письменник не полишав бразильської тематики творів протягом усього життя — так, написаний у 1968 році роман «Вищий інстинкт» (O Instinto Supremo) розповідає про амазонських індіанців.
У 1970 році Ф. де Кастро присудили в Ніцці на Міжнародному фестивалі книги премію «Золотий орел».
Феррейра де Кастро помер у 1974 році після інсульту.
На батьківщині письменника створено музей, присвячений його життю та творчості. У Бразилії на честь Феррейри де Кастро назвали ділянку Трансамазонської магістралі.

## Український переклад
Один з найпопулярніших творів Жозе Марія Феррейри де Кастро роман «Сельва» (A Selva) побачив світ українською в перекладі А. Перепаді в 1990 році (де Кастро Ферейра. Сельва. Роман. Переклад з португальської А. Перепаді. Малюнки Г. Акулова. Київ: «Веселка», 1990, 271 с., іл.).